# Fredericia forenede Fodboldklubber
Fredericia forenede Fodboldklubber (eller Fredericia fF, FfF) er en dansk fodboldklub hjemmehørende i Fredericia, som blev stiftet i 1953. Klubbens førstehold spiller for 2015/16-sæsonen i Danmarksserien under Dansk Boldspil-Union og afvikler deres hjemmebanekampe i Madsby Enge også kaldet Madsby Ground.
Klubben blev til efter en fusion mellem Fredericias ældste fodboldklub Fredericia Boldklub (FB), stiftet den 17. juni 1896, samt ØB. Den 3. januar 1991 etablerede Fredericia fF sammen med Fredericia KFUM overbygningen FC Fredericia, som klubben dog trak sig ud af i 2003.
Klubben er arrangør af det internationale fodboldstævne for U9, U10, U11, U12, U13 og U14 piger, Madsby Pige Cup. Stævnet afholdes i begyndelsen af juni. Fredericia fF står også bag Fredericia Heste- og Kræmmermarked i begyndelsen af august, og senere på samme måned er det skønne område vært for Madsby Rock. En endagsfestival med store danske navne.